# Synagoga v Lipníku nad Bečvou
Synagoga v Lipníku nad Bečvou je dnes nečinná bývalá synagoga ve městě Lipník nad Bečvou v okrese Přerov vystavěná v goticko-renesančním slohu. Nachází se mezi ulicemi Novosady, Piaristická a Perštýnská. Ve vlastnictví ji jako svoji modlitebnu užívá Církev československá husitská. V současné době (2017) se stále vedou spory, zda je nejstarší synagogou na Moravě právě tato, anebo synagoga v Kojetíně. Tento objekt je v Ústředním seznamu kulturních památek České republiky v evidenci jako kulturní památka pod rejstříkovým číslem 146411.

## Historie a architektonický popis

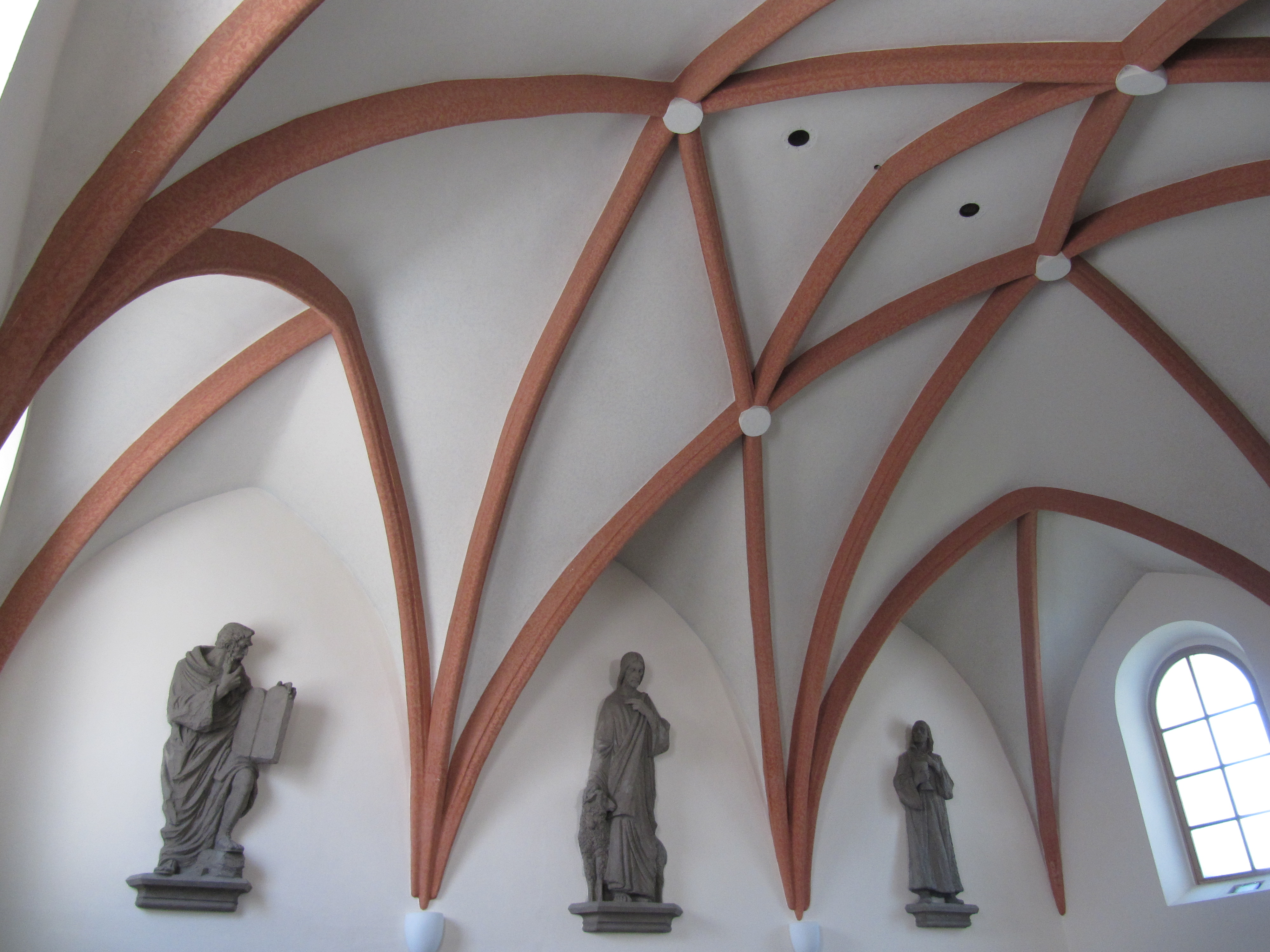
Klenba v interiéru lipnické synagogy

Dle pramenů měla být synagoga vystavěna ve 2. či 3. desetiletí 16. století. První písemná zmínka o stavbě pochází z roku 1540. Byla postavena jako součást hradeb. Dominantou interiéru je cihlová síťová klenba, odkaz vladislavské gotiky. Severní zeď synagogy je silná 170 cm.

V letech 1607-1608 došlo k rozsáhlé přestavbě a k přístavbě severního patrového traktu, v 70. letech 19. století byla rozšířena o trakt jižní a došlo k novorománské úpravě interiéru.

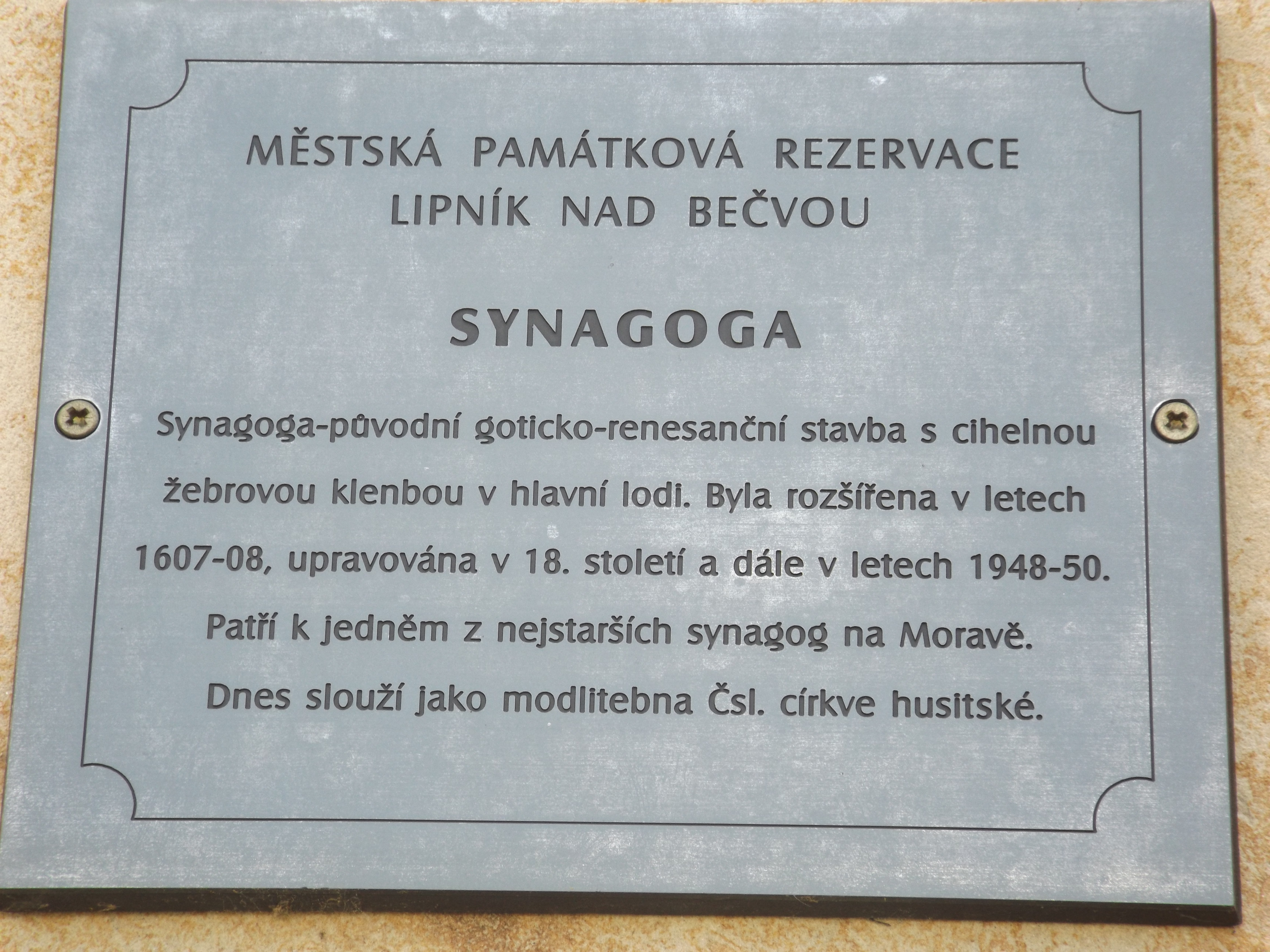
Destička umístěná u vchodu do synagogy

Během nacistické okupace byla bečevskolipnická synagoga vypleněna a židovská komunita zanikla. Vedou se spekulace, zda zlaté svícny a další předměty ze synagogy ukradli nacisté, či se je podařilo schovat židům. Po válce již kvůli neexistenci židovské komunity nemělo smysl synagogu provozovat, a tak byla prodána CČSH za 40 tisíc korun.